# Symblepharis tenuis
Symblepharis tenuis är en bladmossart som beskrevs av Robert Statham Williams 1928. Symblepharis tenuis ingår i släktet Symblepharis och familjen Dicranaceae. Inga underarter finns listade i Catalogue of Life.